# Радостин Стойчев
Радостин Светославов Стойчев е български волейболист и треньор по волейбол.

## Биография
Роден е в София на 25 септември 1969 г. Син е на треньора Светослав Стойчев, който постига световна титла с младежите в Кайро (Египет) през 1991 г. Говори френски, испански, немски, руски, сръбски и италиански език. Женен е и има 2 деца – Кристиян и Мартина.

## Състезателна кариера
Играе в отборите на „ЦСКА“, Миньор (Бухово), Бенефика (Португалия), Санлукар (Испания), Балканар (Трън), Нефтохимик (Бургас), Донаукрафт (Австрия), Смедерево (Черна Гора), Тур (Франция) и Шамон (Франция). Играе на поста разпределител. Става шампион на България с отбора на Миньор, и шампион на Австрия с Донаукрафт. Говори френски, испански, немски, руски, сръбски и италиански език. Взима участие и в националния отбор на България. Приключва кариерата си като състезател през 2001 г.

## Треньорска кариера

### Клубен треньор
- От 2003 до 2005 г. е старши треньор на Славия (София), с който печели купата на България. Тогава в отбора е и Матей Казийски.

През 2005 г. Казийски е купен от Динамо (Москва) за рекордната сума от 1 000 000 долара. Там селекционер е бившият съотборник на Радостин от Тур – Владимир Алекно. При трансфера на състезателя, треньора предлага на Стойчев да се присъедини към щаба му като негов помощник. Работят заедно две години в Русия.
- 2007 – 2013 г. е старши треньор на отбора Итас Диатек (Тренто, Италия).
- 2013 – 2014 г. поема Халбанк (Анкара, Турция).[1] с който печели Суперкупата и шампионата на Турция.
- От 2014 се връща в Тренто[2] и още същия сезон довежда отборът до шампионска титла. През 2016 г. прекратява договора си[3].
- През пролетта на 2017 година поема отборът на Модена (Италия),[4] в края на сезона след скандал със звездите на отбора е уволнен.
- През 2018 г. става спортен директор на Сточния (Шчечин, Полша)[5], но клубът фалира в края на годината.
- През пролетта на 2019 г. е назначен за старши треньор на Калцедония (Верона, Италия), където замества на поста Никола Гърбич.[6]

### Национален треньор
- От 2010 – 2012 г. е старши треньор и на Националния отбор на България. Преди Олимпийските игри през 2012 Стойчев прекратява договора си като наставник на държавния тим, заради конфликт с Българската федерация по волейбол.

## Награди
- 1991 г. – Златен медал от първенството на България с отбора Миньор (Бухово)
- 2005 г. – Купа на България като треньор на Славия (София)
- 2006 г. – Титла на Русия като помощник-треньор в Динамо (Москва)
- 2007 г. – Купа на Русия като помощник-треньор в Динамо (Москва)
- 2008 г. – Титла на Италия с Итас Диатек (Трентино). Титлата е постигната в дебютния сезон на Стойчев, което го нарежда редом с големите треньори Хулио Веласко и Бебето
- 2009 г. – Титла в Шампионската лига по волейбол на Европа като треньор Итас Диатек (Тренто)
- 2009 г. – Световен клубен шампион като треньор на Итас Диатек (Тренто)
- 2010 г. – Купа на Италия като треньор на Итас Диатек (Тренто)
- 2010 г. – Втора титла в Шампионската лига по волейбол на Европа като треньор Итас Диатек (Тренто)
- 2010 г. – Втори път Световен клубен шампион като треньор на Итас Диатек (Тренто)
- 2011 г. – Трета титла в Шампионската лига по волейбол на Европа като треньор Итас Диатек (Тренто)
- 2011 г. – Трети път Световен клубен шампион като треньор на Итас Диатек (Тренто)
- 2012 г. – Бронзов медалист в Шампионската лига по волейбол като треньор на Трентино Волей (Тренто)
- 2012 г. – Втора купа на Италия като треньор на Трентино Волей (Тренто)
- 2012 г. – Четвърти път Световен клубен шампион като треньор на Трентино Волей (Тренто)
- 2013 г. – Шампион на Италия като треньор на Трентино Волей (Тренто)[7]
- 2013 г. – Супер купа на Турция с Халкбанк Анкара
- 2014 г. – Шампион на Турция като треньор на Халбанк (Анкара)[8]
- 2015 г. – Шампион на Италия като треньор на Енърджи ТИ Трентино (Тренто)[9]

## Интересни факти
Радостин Стойчев е трето поколение треньор. Син на Светослав Стойчев, спечелил единствения златен медал за България във волейбола – с младежите, през 1991 г. в Египет. Дядото на Радостин Стойчев (Димитър) е треньор по борба. 